# Simi (cantante)
Simi, pseudonimo di Simisola Ogunleye (19 aprile 1988), è una cantante nigeriana.

## Discografia
- 2008 - Ogaju
- 2016 - Chemistry (EP con Falz)
- 2017 - Simisola
- 2019 - Omo Charlie Champagne, Vol. 1
- 2022 - “TBH-To Be Honest”

## Premi
- The Headies 
  - 2016: "Best Collaboration" (Soldier)
  - 2016: "Best Vocal Performance (Female)" (Love Don't Care)
  - 2018: "Best Recording of the Year" (Joromi)
  - 2018: "Best R&B single" (Smile for Me)
  - 2018: "Album of the Year" (Simisola)
- Future Awards Africa
  - 2018: Prize for Music
- Nigeria Entertainment Awards
  - 2015: "Most Promising Act to Watch"
- All Africa Music Awards
  - 2017: "Songwriter of the Year"
- City People Entertainment Awards
  - 2015: "Most Promising Act of The Year"
  - 2016: "Female Artiste of the Year"
  - 2017: "Best Collabo of the Year" (No Forget)
- Nigerian Teen Choice Awards 
  - 2016: "Choice Upcoming Female Artist"